# Chloriet (scheikunde)

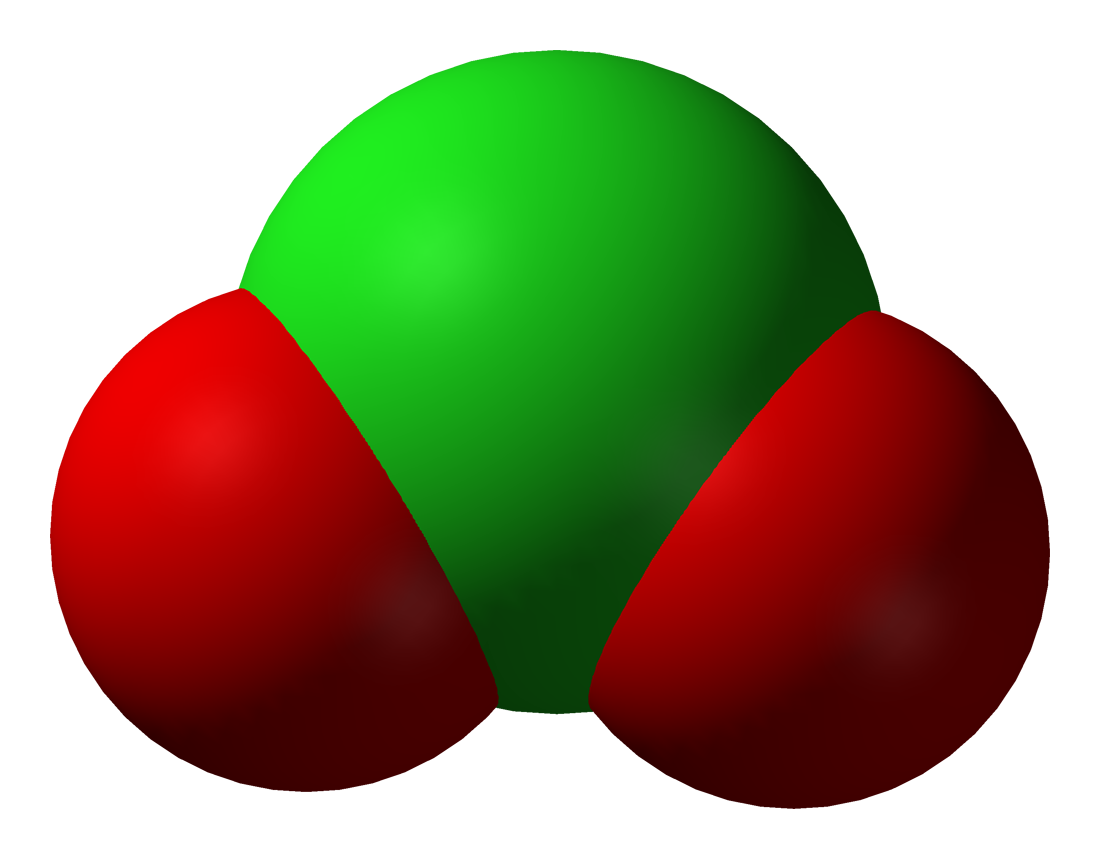
Molecuulmodel van het chlorietion.

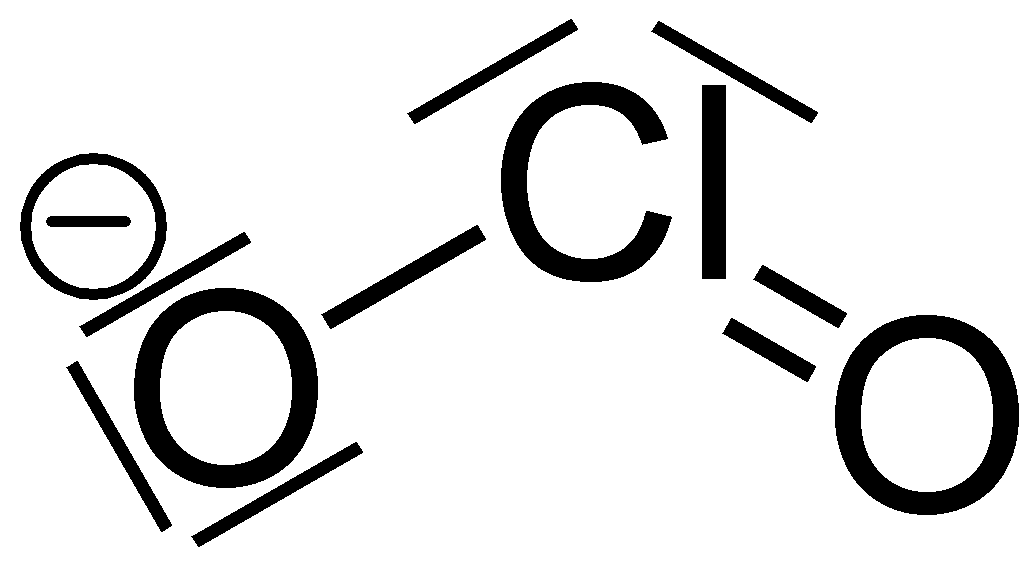
Elektronenverdeling in het chloriet-ion

Chlorieten zijn zouten van waterstofchloriet of chlorigzuur (HClO2). In het chlorietion (ClO2−) bevindt chloor zich een oxidatietoestand van +III. In deze toestand is chloor niet stabiel, en chlorieten zijn dan ook sterke oxidatoren en gevoelig voor ontbinding.
Chlorieten worden op grote schaal bereid door borrelen van chloordioxidegas door een alkalische oplossing van waterstofperoxide.
Chlorieten vinden toepassing als bleekmiddel en desinfecterend middel.
Zoals in de onderste figuur te zien is, heeft chloor 5 paar elektronen om zich heen, het is hiermee een hypervalent molecuul of ion.